# Scandale de Cleveland Street

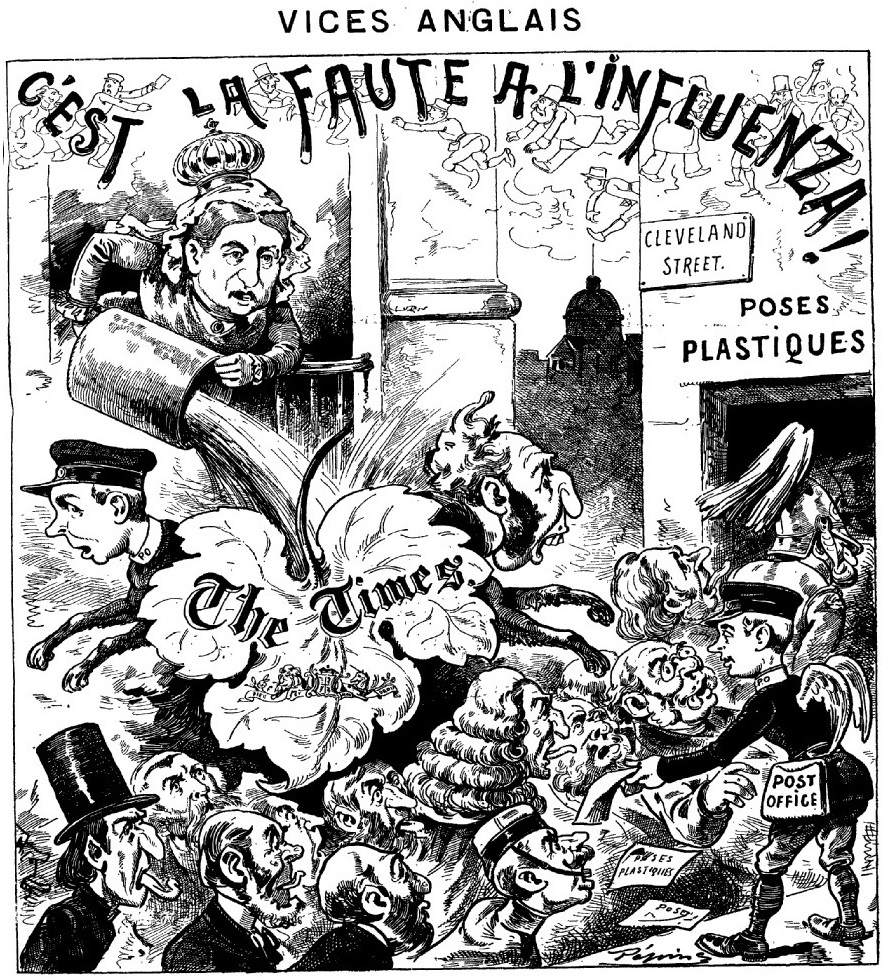
Caricature de Claude Guillaumin à propos du scandale de Cleveland Street, en 1889.

Le scandale de Cleveland Street (en anglais : Cleveland Street scandal) s'est produit en 1889, quand un lupanar pour homosexuels dans la rue Cleveland (en), dans le quartier londonien de Fitzrovia, est découvert par la police. À l'époque, les actes sexuels entre hommes sont illégaux en Grande-Bretagne, et, s'ils sont identifiés, les clients du lupanar sont confrontés à de possibles poursuites et à un certain ostracisme social. Une rumeur soutient rapidement qu'un des clients est le prince Albert Victor de Clarence, fils aîné du prince de Galles et le deuxième pour la succession du trône britannique, mais cela n'a jamais été prouvé. La presse britannique ne nomme jamais le prince Albert Victor de Clarence et il n'existe aucune preuve qu'il ait jamais visité le lupanar, mais cette rumeur a orienté les perceptions des biographes sur son compte. Le gouvernement est alors accusé d'avoir couvert le scandale afin de protéger la réputation de certains grands noms de l'aristocratie britannique.
Un autre client aurait été Lord Arthur Somerset, un proche du prince de Galles. Lui et le responsable du lupanar, Charles Hammond, réussissent à s'enfuir à l'étranger avant que des poursuites ne puissent leur être intentées. Les prostitués, qui travaillent également pour la poste locale, sont condamnés à des peines légères et aucun des clients n'a été poursuivi. Après que Henry James FitzRoy, comte de Euston, eut été nommé dans la presse en tant que client, il rétorque, avec succès, en attaquant les journaux pour diffamation.
Ce scandale alimente l'idée que l'homosexualité masculine est un vice aristocratique qui corrompt les jeunes de classe inférieure. Cette perception est encore répandue dans l'opinion publique en 1895 lorsque John Douglas, marquis de Queensberry, accuse Oscar Wilde d'être un homosexuel actif.